# Julie Joy
Beatriz da Silva Araújo (Rio de Janeiro, 30 de setembro de 1930 — Rio de Janeiro 12 de abril de 2011), mais conhecida pelo nome artístico de Julie Joy, foi uma cantora, atriz e apresentadora brasileira.
Começou sua carreira em meados dos anos 1950, interpretando canções em inglês. Gravou o primeiro disco pela Sinter, em 1956, com o fox Verão em Veneza (Incini e Ribeiro Filho) e o samba "Finge gostar" (Meira e Chico Anísio). Nessa época, tornou-se contratada na Rádio Nacional. Também se apresentava na TV Tupi.
Em 1957, acompanhada de Britinho e sua orquestra, gravou o xote "Amor é bom de dar" (Bruno Marnet e Roberto Faissal) e a "Valsa do primeiro filho" (Ari Rabelo e Luiz de França). No mesmo ano, passou a gravar pela Columbia e lançou um disco com Renato de Oliveira & Orquestra, no qual cantou a beguine "Sombras" (Johnny Mercer e Lavello, versão de Arierpe) e o bolero "Tinha que ser" (Fernando César).
Em 1958, foi coroada Rainha do Rádio, sendo a última cantora a receber esse título.  Nesse ano, também participou de dois filmes: E o Bicho Não Deu, produzido pela Herbert Richers, e O Camelô da Rua Larga, produzido pela Cinedistri. Também lançou um disco, com o bolero "Podes voltar" (Othon Russo e Nazareno de Brito) e a valsa "E a chuva parou" (Ribamar, Esdras Silva e Vitor Freire).
Em 1960, acompanhada da orquestra e do coro de Bob Rose, gravou os fox "Você não tem razão" (Bartel, Burns e Magio) e "Quero sonhar" (J. Gluck Jr e F. Tobias), em versão de Renato Corte Real. Retirou-se da vida artística em fins daquela década.
Teve um relacionamento com o compositor e músico João Roberto Kelly, com quem teve uma filha, Maria Lúcia Kelly. Teve uma segunda filha, Luciana, de um outro relacionamento. Em abril de 1997, Lúcia, 32 anos, que sofria de distúrbios psicológicos, sobreviveu a uma queda do quarto andar do prédio onde morava. A filha dela, neta de Julie, que também caiu, não sobreviveu. Apesar de indícios sugerirem a possibilidade de Lúcia ter atirado a criança pela janela e se jogado em seguida (ou pulado, levando a filha), ela não foi indiciada pelo possível crime..
Julie Joy morreu em 2011, no Rio de Janeiro, aos 80 anos.